# Karl Drais
Karl Drais, ursprungligen Karl Friedrich Christian Ludwig Drais von Sauerbronn, född 29 april 1785, död 10 december 1851 i Karlsruhe, var en tysk uppfinnare, främst känd för att ha uppfunnit den första tvåhjulingen (bicykeln), ett sparkfordon sedermera kallad dressin (sparkfordon) efter Drais, vilken startade den utveckling "velocipeder" som slutligen resulterade i den moderna cykeln. Han utvecklade även rälsfordon som erhöll namnet dressin, vilket lever kvar än idag.

## Biografi
Åren 1803–1805 studerade Drais arkitektur, jordbruk och fysik vid universitetet i Heidelberg. Han kombinerade senare en yrkesutövning som skogstjänsteman med en uppgift som lärare vid sin fars privata skogsbruksskola. År 1810 fick han titeln chefsskogvaktare, dock utan att ha någon motsvarande befattning.
Ett år senare fick han tjänstledighet med lön för att kunna ägna mera tid åt sina uppfinningar. Den mest anmärkningsvärda av dessa var velocipeden som var den tidigaste formen av en cykel, men utan pedaler. Hans första demonstration av redskapet gjorde han i Mannheim den 12 juni 1817 och 1818 fick han storhertig Karls privilegium att exploatera sin uppfinning. Storhertigen gav honom också titeln professor i mekanik som en hederstitel utan några institutionella skyldigheter. 

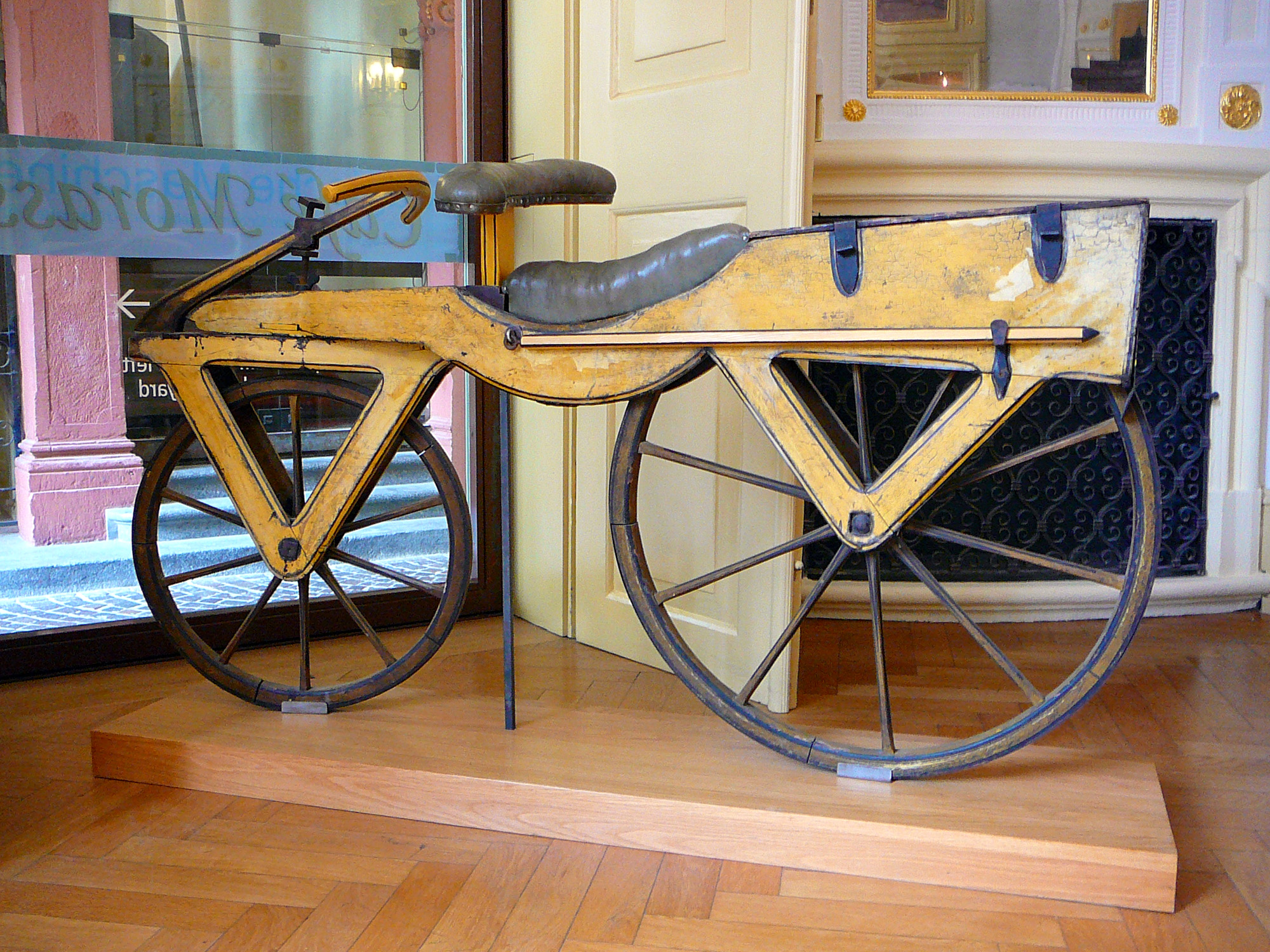
En Draisine, även kallad Laufmaschine från ca 1820.

Drais lämnade då den offentliga sektorn och fick pension som uppfinnare. Efter motsättningar efter en avrättning i Baden där hans fader som högste domare vägrat ge nåd åt den anklagade blev han mobbad av studenter överallt i Tyskland. Han flyttade därför till Brasilien och arbetade 1822 – 27 som lantmätare, men återvände sedan till Mannheim.
Drais dog i sin hemstad Karlsruhe 1851, utfattig efter att preussarna hade undertryckt revolutionen 1849 i Baden och dragit in hans pension helt att betala för "kostnaderna för revolutionen." Drais "fördärv hade varit att han offentligt hade avsagt sin adliga titel 1848, och antagit namnet " Medborgare Karl Drais " som en hyllning till den franska revolutionen.